# Arthur O’Leary

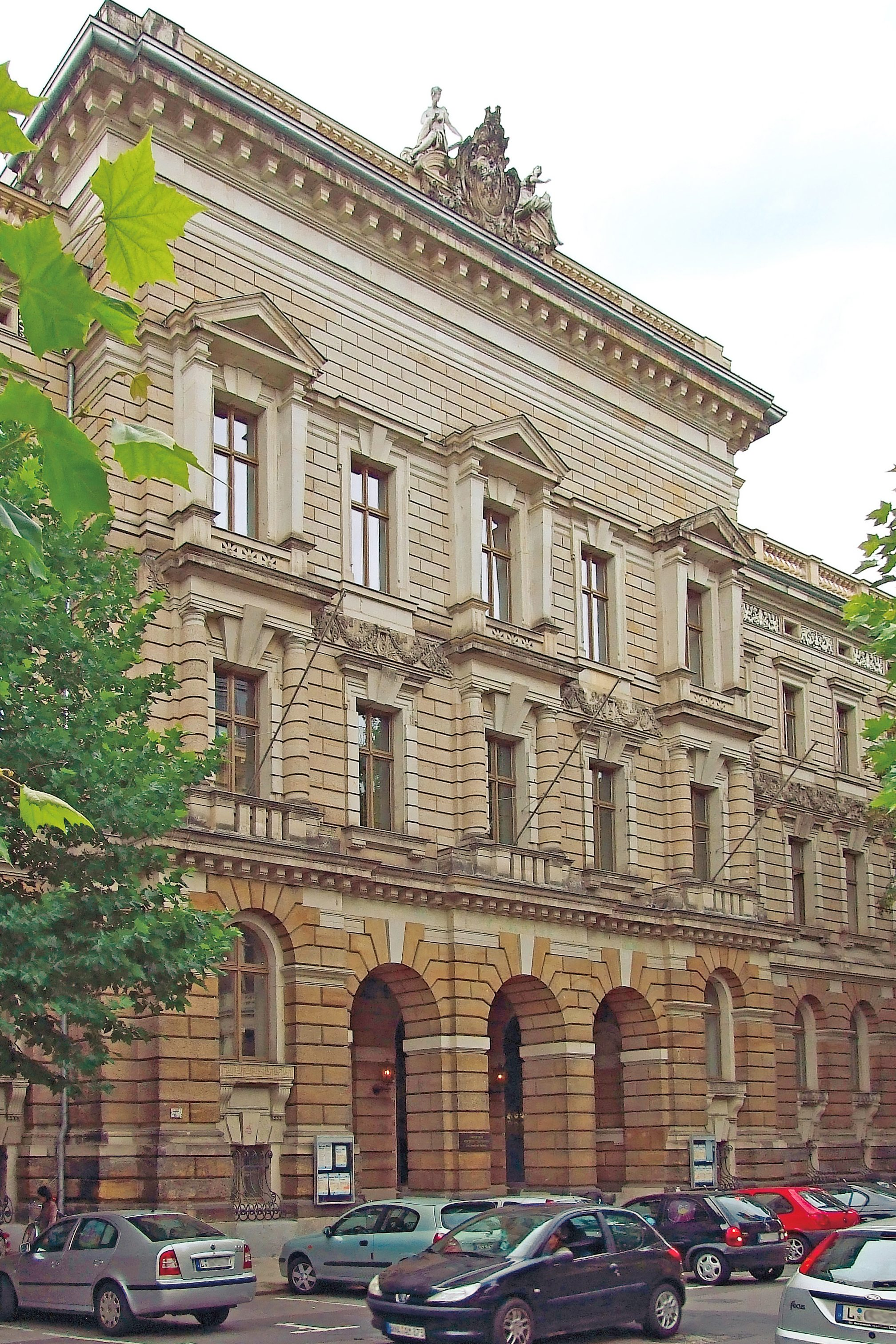
Konserwatorium w Lipsku

Arthur O’Leary (ur. 15 marca 1834 w Tralee, zm. 13 marca 1919) – irlandzki kompozytor, pianista i pedagog.

## Życiorys
Pochodził z umuzykalnionej rodziny. Jego ojciec był organistą w parafii Tralee, dziadek – nauczycielem muzyki, wujek – organistą w Katedrze Najświętszej Maryi Panny w Killarney. Arthur O’Leary był poprzez ojca spokrewniony z Arthurem Sullivanem.
Początkowo uczył się muzyki w domu, ale w wieku 8 lat swoją biegłością gry na fortepianie zainteresował Wyndhama Goulda, który objął go patronatem i sfinansował jego dalszą naukę . W latach 1844–1846 studiował w Dublinie, a następnie wyjechał do Niemiec by od 1847 studiować w lipskim konserwatorium .
Przez pięć lat doskonalił tam technikę gry na fortepianie u Ignaza Moschelesa i Louisa Plaidy’ego, studiował kontrapunkt u Moritza Hauptmanna i kompozycję u Juliusa Rietza . W Lipsku mieszkał w domu Preussera, dzięki czemu miał okazję poznać osobiście m.in. Mendelssohna oraz Roberta i Clarę Schumannów .
W 1852 przeniósł się do Londynu i rozpoczął studia w Królewskiej Akademii Muzycznej pod kierunkiem Ciprianiego Pottera i Williama Sterndale’a Bennetta. W 1856 Hrabia Westmorland mianował go profesorem tejże akademii. O’Leary wykładał tam aż do 1903 . Wśród jego studentów był jego daleki kuzyn Arthur Sullivan oraz Charles Villiers Stanford.
O’Leary wykładał również w innych londyńskich uczelniach muzycznych: w National Training School for Music (od jej założenia w 1876) oraz w Guildhall School of Music and Drama (od jej założenia w 1880).

## Twórczość
Jego dorobek kompozytorski obejmuje utwory orkiestralne, wokalne (głównie pieśni) i wokalno-instrumentalne (muzyka liturgiczna) oraz utwory na fortepian i wyciągi fortepianowe. Zajmował się też edycją wydań nutowych. Redagował m.in. Oratorium na Boże Narodzenie Bacha, utwory fortepianowe Bennetta, msze Hummla, Simon Sechtera i Schuberta .
Zdaniem współczesnego irlandzkiego kompozytora i krytyka muzycznego Raymonda Deane’a, O’Leary był znakomitym kompozytorem salonowym, a jego utwory nadają się idealnie na bis lub jako zestawy konkursowe czy egzaminacyjne. Jednakże niektóre jego kompozycje – takie jak toccata F-dur, czy wariacje c-moll – „są bardziej znaczącymi dziełami, przeznaczonymi dla profesjonalnych pianistów i mogącymi być ozdobą niejednego recitalu”.

## Wybrane kompozycje[4]
|  | Orchestral (niepublikowane) - Symfonia C-dur, 1853 - Suita, 1856 - Koncert fortepianowy e-moll (niedatowany) - Pastorale, 1865 Songs - Stars of the Summer Night, tekst: Henry Wadsworth Longfellow, 1854 - Six Songs op. 6, 1861 - I Dream of Thee, tekst: Barry Cornwall - Ask Me Not, tekst: Barry Cornwall - The Return, tekst: Robert Southey - Spring - Silent Evening - The West Wind, tekst: W.C. Bryant - Kate of Aberdeen, 1864 - Listening, tekst: Adelaide A. Procter, 1868 - The Maiden's Suspense, tekst: W. Dulcken, 1870 - The Tree's Early Leaflets, tekst (przekł.): Björnsen, 1870 - For Rosabelle, 1871 | Muzyka liturgiczna - Mass of St John na chór i orkiestrę, 1869 - Mass for Two Voice Parts and Organ, 1903 - Regina Coeli, antyfona maryjna w 4 częściach, (przed 1898) Piano music - Rondo grazioso op. 1, 1859 - Zwei Clavierstücke op. 2, 1858 - Andante con moto - Scherzo. - Overture to Longfellow's Spanish Student op. 3, 1854 - Thema in c-moll mit Variationen - Caprice / Overture op. 4 - There's Nae Luck About the House, utwór koncertowy, 1872 - The Black Knight, romans op. 5, 1859 - Im Gebirge. Drei Charakterstücke op. 7 - Fête rustique op. 8 - Fleurs et pleurs op. 9 - Five Marches, 1861 | - The Stamp Galop, 1863 - Seven National Airs, 1864 - Il fiore, menuet B-dur op. 11, 1862 - Pastorale op. 13, 1864 - Conte Mauresque op. 14, 1864 - The Ducal Waltz, 1864 - The Firemen's Galop, 1865 - Wayside Sketches op. 23 1. Waving Ferns, 1870 2. bez tytułu, E-dur, 1871 (zagubiony) 3. bez tytułu, Es-dur, 1872 4. bez tytułu, B-dur, 1875 5. Les Pèlerins, 1908 - Toccata in F-dur, 1883 - Scherzetto G-dur, 1887 - Barcarolle, 1905 - Valse heureuse, 1905 - Scène rustique, 1907 - Twilight Shadows, nokturn, 1909. |